# Pierkenshoek
Pierkenshoek of Sint-Kristoffel is een gehucht in de Belgische gemeente Houthulst. Het ligt net ten westen van het dorpscentrum van Houthulst, waarmee het enigszins vergroeid is, op de grens van de deelgemeenten Houthulst en Klerken.

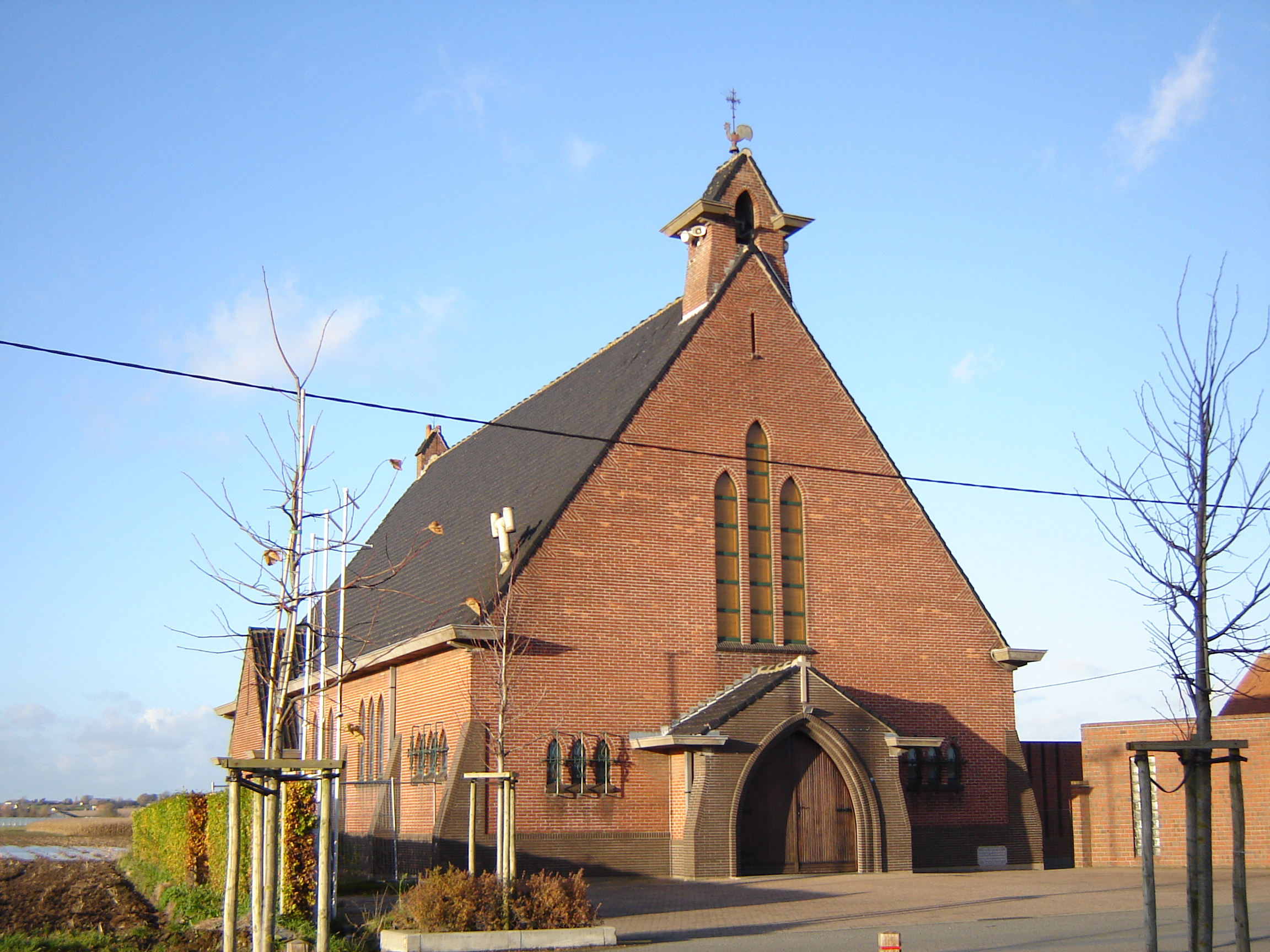
Sint-Kristoffelkerk

## Geschiedenis
In het gebied van Houthulst lag eeuwenlang het uitgestrekte Vrijbos op de grens van het Brugse Vrije en de Kasselrij Ieper. Op de Ferrariskaart uit de jaren 1770 lag de plaats nog aan de rand van het krimpende Vrijbos. Op het eind van het ancien régime werd de plaats bij de invoering van de gemeentes een deel van de gemeente Klerken, waarvan het dorpscentrum bijna drie kilometer ten noordwesten lag. Op de Atlas der Buurtwegen uit het midden van de 19de eeuw is het gehucht Pierkenshoek aangeduid. De naam verwijst naar de pierders of leurders die langs de bosrand woonden. Het dorp Houthulst bestond toen nog niet. In die periode liet Jan-Pieter Cassiers in het Vrijbos het gehucht Houthulst ontwikkelen, ruim een kilometer ten oosten van de Pierkenshoek. Dit nieuwe gehucht Houthulst werd in 1857 een zelfstandige parochie, toen de parochie Klerken het armste stuk van zijn grondgebied afstond. Het gehucht Pierkenshoek wou Cassiers er niet bij.
In 1894 kwam er op de Pierkenshoek een bijhuis van het klooster van Klerken met bijhorende meisjesschool. In de Eerste Wereldoorlog werd in de omgeving zwaar gevochten in het najaar van 1914. Na deze gevechten kwam het front de volgende jaren verder westwaarts te liggen langs de IJzer en de Ieperlee en was het gebied Duits. De omgeving werd zwaar verwoest en ook het klooster en de school werden vernield. In de jaren 20 werd het gehucht wederopgebouwd. In 1928 werd Houthulst van Klerken afgesplitst als zelfstandige gemeente. Het gehucht Pierkenshoek kwam op de grens van de twee gemeenten te liggen, net ten westen van het dorpscentrum van Houthulst en in het uiterste zuiden van het grondgebied van Klerken. In 1935 werd een klein kerkje uit betonplaten opgericht op de Pierkenshoek. In 1951 werd de Sint-Kristoffelkerk hier opgetrokken. Toen in 1977 Klerken fusioneerde met Houthulst, kwam het gehucht volledig in de gemeente Houthulst te liggen.

## Natuur en landschap
Pierkenshoek ligt in Zandlemig Vlaanderen op een hoogte van ongeveer 15 meter.

## Bezienswaardigheden
- De Sint-Kristoffelkerk

## Trivia
Straatnamen als Leurdersstraat en Scharenslijpersstraat verwijzen nog naar de rondtrekkende bezigheden van de voormalige inwoners.

## Nabijgelegen kernen
Houthulst, Klerken, Jonkershove